# Бенда, Бржетислав (скульптор)
Бржетислав Бенда (чеш. Břetislav Benda; род. 28 марта 1897 — 19 августа 1983) — чешский скульптор, один из наиболее известных в XX столетии.

## Жизнь и творчество
Б.Бенда родился в семье учителя Франтишека Бенды и его жены Жофии, был старшим из семи детей. Школьное образование получил в городах Милевско (где впервые проявился его талант в рисовании) и Страконице. В 1911—1915 годах он учится в Школе скульптуры в Горжице. В 1915 молодой скульптор поступает в пражскую Академию изобразительных искусств, в класс Йозефа Вацлава Мысльбека. Учёбу прервала Первая мировая война: Б.Бенда в 1916 году был мобилизован в австро-венгерскую армию и отправлен на итальянский фронт, где он был тяжело ранен в обе руки. В 1919—1922 годах продолжил обучение в Академии в Праге, под руководством профессора Яна Штурсы. В 1923 году Бенда вступает в Союз художников Манеса.
Творчество Б.Бенды можно охарактеризовать принадлежащим ему выражением: «Neznám motiv vzácnější, než je lidské tělo, a především ženské.» (Не знаю темы более важной, нежели человеческое тело, в особенности женское). Создавал свои художественные работы, начиная с 1920-х годов, в неоклассическом стиле, согласно принципам школы Яна Штурсы и под влиянием творчества Отто Гутфройнда. Первым скульптурным произведением мастера было рельефное изображение Богоматери в родном городе. Затем он увлёкся изображением нагого женского тела. Материалом для скульптуры Б.Бенде служили как бронза, так и мрамор.
Б.Бенда был удостоен звания Народный художник Чехословакии. Его сын, Милан Бенда, был также известным скульптором.

## Скульптура (избранное)
| - Božena, 1922, мрамор - Toaleta III, 1923 až 1924, бронза - Noc, 1931, бронза - Žena s jablkem, 1932 по 1934, бронза - Překvapená, 1934, бронза - V koupeli, 1933, бронза - Příchod jara, 1937, бронза - Žena se džbánem, 1941, бронза - Androméda, 1941, мрамор - Naše země, 1942, истрийский известняк - Stesk, 1942 až 1944, мрамор | - Vítězství Stalingradu, 1943 по 1944, бронза - Múza (Smutek), 1942 по 1943, мрамор - Spoutaná, 1950, бронза - Lidické děvčátko, 1948, бронза - Mateřská láska, 1956 по 1957, мрамор - Večer, 1955, бронза - Svítání, 1956, мрамор - Dívka na pláži, 1962 по 1963, бронза - Vzpomínka, 1963, бронза - Žena vstupující do vody, 1969, бронза - Klečící děvče, 1973, бронза |

## Галерея

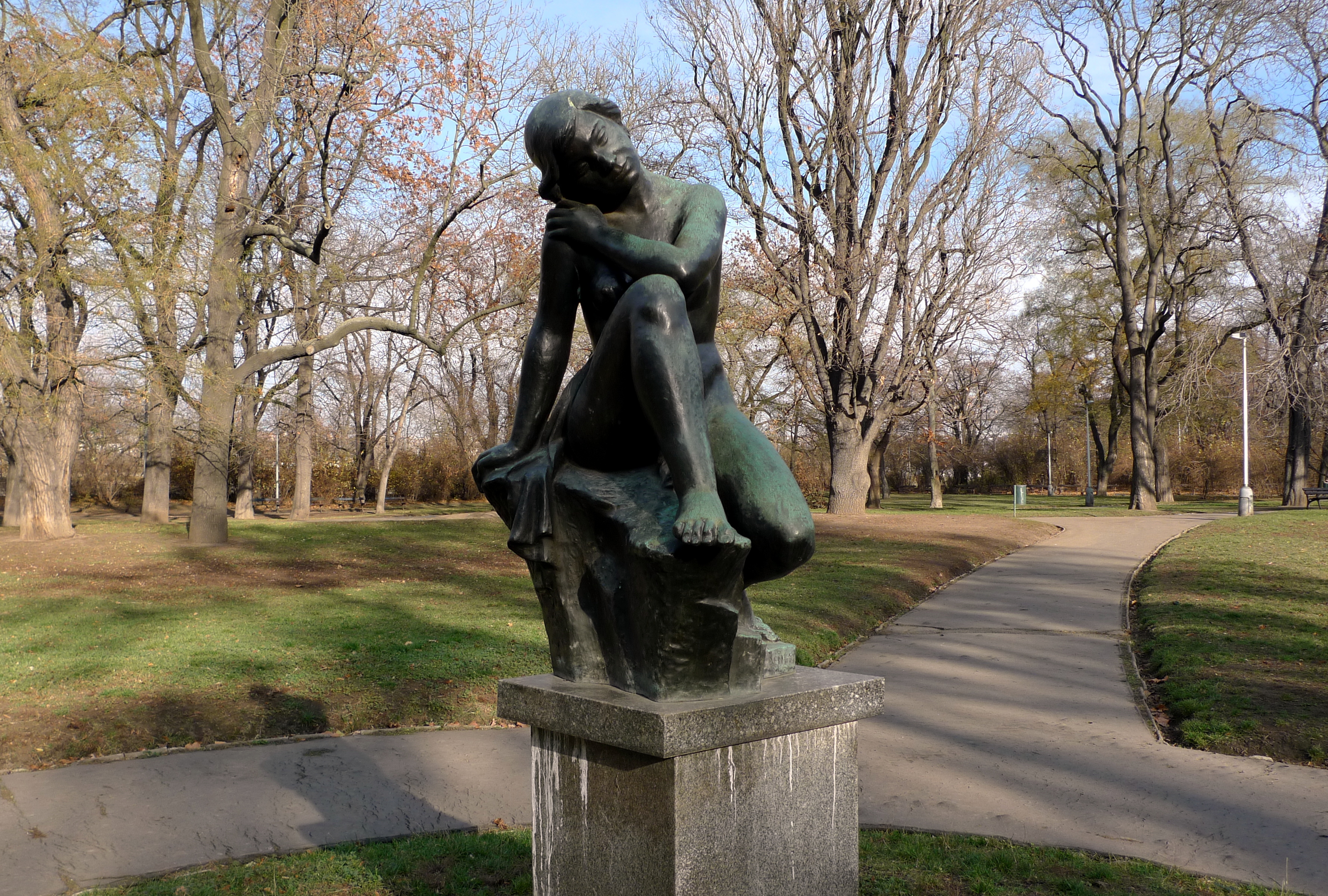
Статуя в Кайзловом саду, Прага-8
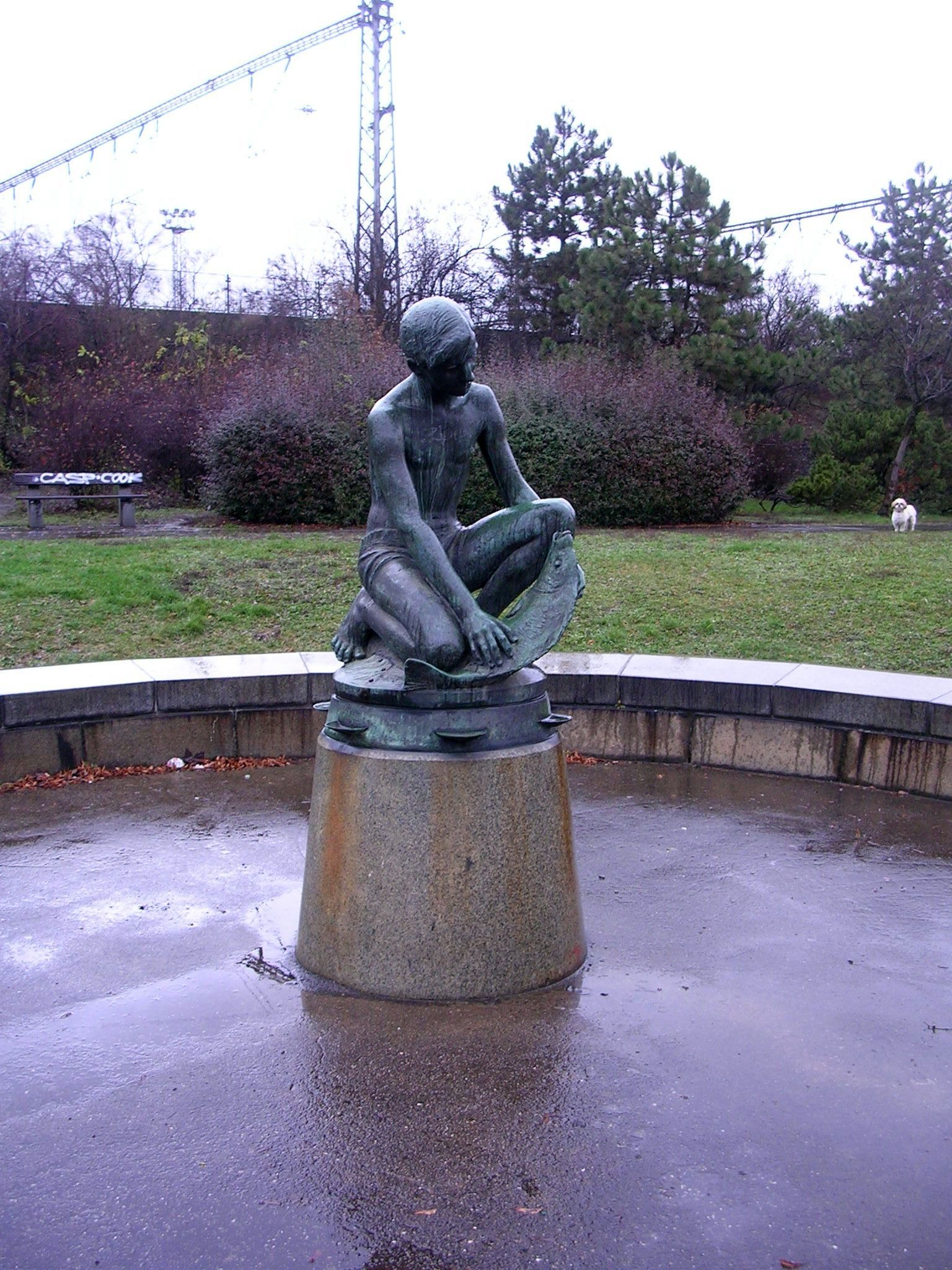
Мальчик с рыбой
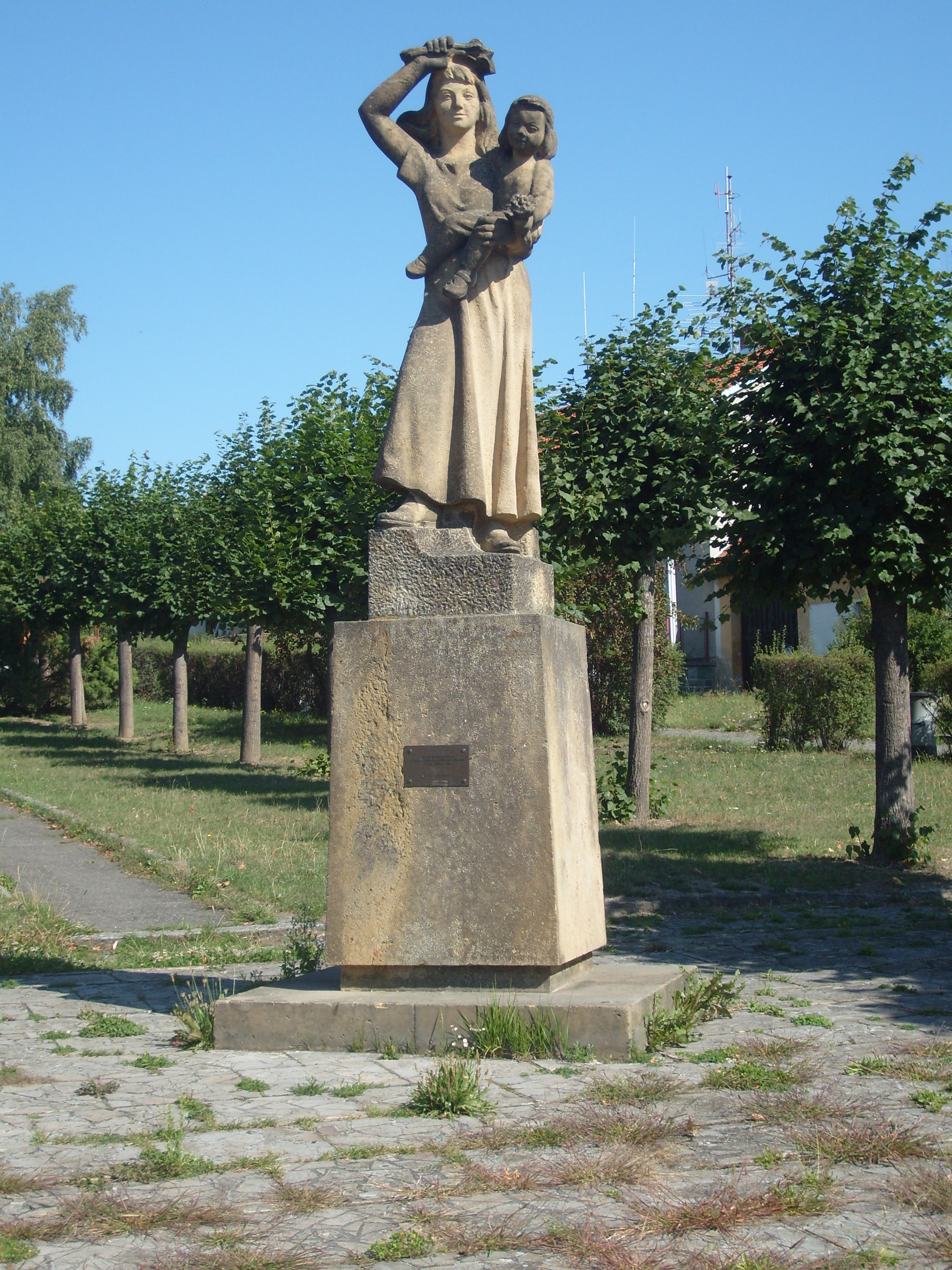
За мир и свободу
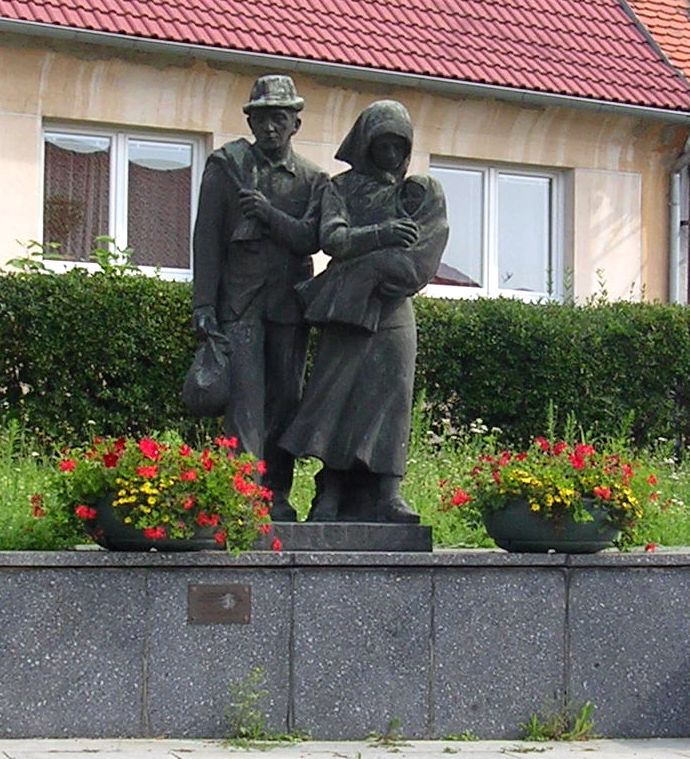
Бездомные (1978)